# Chiesa di Santa Maria Stella Maris
La chiesa di Santa Maria Stella Maris è una parrocchia situata a Vasto Marina (Vasto) in provincia di Chieti.

## Storia e descrizione
L'edificio fu costruito nel 1903 su una parte del terreno (della Villa Tina) donato da Alfonso Marchesani. È posta alla confluenza di viale Zara con piazza Rodi.
La Chiesa era stata realizzata con l'intento di dare una parrocchia ai fedeli sparsi nella zona della marina, rimasti senza un luogo di culto nelle vicinanze dopo la distruzione causata dalla frana nel 1816 della chiesetta della Madonna detta "Cona a Mare". Di questa chiesa si conserva un Trittoco della Madonna col Bambino di Michele greco da Valona, presso il duomo di San Giuseppe. La zona parrocchiale apparteneva al controllo della chiesa di Santa Maria Maggiore in Vasto.
La chiesa fu inaugurata nel 1910, era solo a navata unica; si iniziò a lavorare a un piccolo edificio annesso per ospitare i frati Francescani.
Nel 1925 vennero aggiunte alla navata centrale le due piccole navate laterali. Nel 1929 fu nuovamente modificata prolungando la parte retrostante, secondo l’originario progetto, ed il 21 dicembre 1930 fu di nuovo consacrata. I locali dei frati Francescani furono ampliati negli anni '50 per ospitare attività parrocchiali.
Nel 1954 veniva costruita una nuova chiesa maggiore in contrada Montevecchio, dedicata all'Immacolata Concezione. Doveva essere la nuova parrocchia del quartiere della Marina. La chiesa tuttavia non fu mai ultimata e il rudere verrà demolito per consentire il passaggio al viadotto dell'autostrada A14. Nel 1962 il frate padre Alberto Mileno iniziò i lavori della nuova parrocchia di San Francesco con l'istituto di cura "S. Francesco", lungo il viale della marina. La sede parrocchiale dunque si spostò alla nuova chiesa.
Architettura
La chiesa ha impianto rettangolare con facciata a salienti, tripartita da pilastri e paraste. La cuspide triangolare della facciata sovrasta il rosone e dà slancio verso l’alto, imitando l'antica Architettura gotica del nord Italia. Il portale ogivale è sormontato dalla lunetta maiolicata, dove è raffigurata la Vergine Maria con il Bambino. Le porzioni laterali della facciata sono ornate da finestre a sesto acuto. Il campanile retrostante è a vela con due finestre. La piccola abitazione dei frati, ugualmente ricalca e stile neogotovo per la decorazione delle finestre e delle merlature.
L'interno è a tre navate, suddivise da pilastri con archi a sesto acuto. Il soffitto della navata centrale è diviso in campate con nervature a crociera. L'altare maggiore è ad abside semicircolare, con spicchi che lo suddividono in sei porzioni. Vi è il tabernacolo con l'Icona della Madonna col Bambino.
Le opere d'arte sono statue in legno di Ortisei: la Madonna Addolorata col Cristo morto, il Sacro Cuore, San Giuseppe compatrono di Vasto, Santa Maria Stella del Mare.
Vi è, presso l'altare, un battistero in rame del 1960 opera di Luigi Santarelli di Vasto.